# Rivière du Grand Touradi
Pour les articles homonymes, voir Touradi.
La rivière du Grand Touradi coule dans les municipalités d'Esprit-Saint, de La Trinité-des-Monts et de Saint-Narcisse-de-Rimouski, dans la municipalité régionale de comté (MRC) de Rimouski-Neigette, dans la région administrative du Bas-Saint-Laurent, au Québec, au Canada.
Cette rivière se déverse sur la rive sud de la rivière Rimouski, laquelle coule vers l'ouest, puis vers le nord, jusqu'à la rive sud du fleuve Saint-Laurent où elle se déverse au cœur de la ville de Rimouski.

## Géographie
La rivière du Grand Touradi prend sa source de ruisseaux de montagne, dans la municipalité d'Esprit-Saint, dans les monts Notre-Dame. Cette source est située dans une vallée qui constitue la prolongation vers le nord-est de la vallée de la rivière des Aigles et du lac des Messieurs qui est situé dans la municipalité de Lac-des-Aigles.
Cette source est située à 36,6 km au sud-est du littoral sud-est du fleuve Saint-Laurent, à 0,6 km au nord-est de la limite de la municipalité de Lac-des-Aigles, à 0,6 km au sud-est de la limite nord de la réserve faunique Duchénier et à 5,3 km au sud-ouest du centre du village d'Esprit-Saint.
À partir de sa source, la rivière du Grand Touradi coule sur 24,9 km, répartis selon les segments suivants :
- 4,1 km vers le nord-est, dans la municipalité d'Esprit-Saint, jusqu'à l'embouchure de l'étang du Camp Vert (longueur : 1,9 km ; altitude : 176 m) que le courant traverse sur sa pleine longueur ;
- 2,9 km vers le nord-est, jusqu'à la confluence de La Grande Coulée (venant du nord) ;
- 3,0 km vers le nord-est, en traversant un petit lac sans nom (longueur : 0,6 km ; altitude : 174 m), jusqu'à la confluence de la rivière Brisson (venant du nord) ;
- 3,0 km vers le nord-est, jusqu'à la limite de la municipalité de La Trinité-des-Monts ;
- 6,4 km vers le nord-est, en traversant en fin de segment un plan d'eau de marais (longueur : 1,8 km ; altitude : 176 m), jusqu'à la limite de la municipalité de Saint-Narcisse-de-Rimouski ;
- 3,5 km vers le nord-est en serpentant dans une vallée de marais, jusqu'à la confluence d'un ruisseau (venant du sud-est) ;
- 2,0 km vers le nord-est, en traversant le lac Dusquesne (longueur : 1,4 km ; altitude : 167 m) sur sa pleine longueur, jusqu'à la confluence de la rivière[3].

La rivière du Grand Touradi se déverse sur la rive sud de la rivière Rimouski en aval de la confluence de la rivière Ferrée et de la limite est de la réserve faunique Duchénier. Cette confluence est située à 25,7 km au sud-est du littoral sud-est du fleuve Saint-Laurent, à 10,9 km au sud du centre du village de Saint-Narcisse-de-Rimouski, à 7,5 km au nord du centre du village de La Trinité-des-Monts.

## Toponymie
Le toponyme « rivière du Grand Touradi » a été officialisé le 29 octobre 1979 à la Commission de toponymie du Québec.